# Antonín Wolf

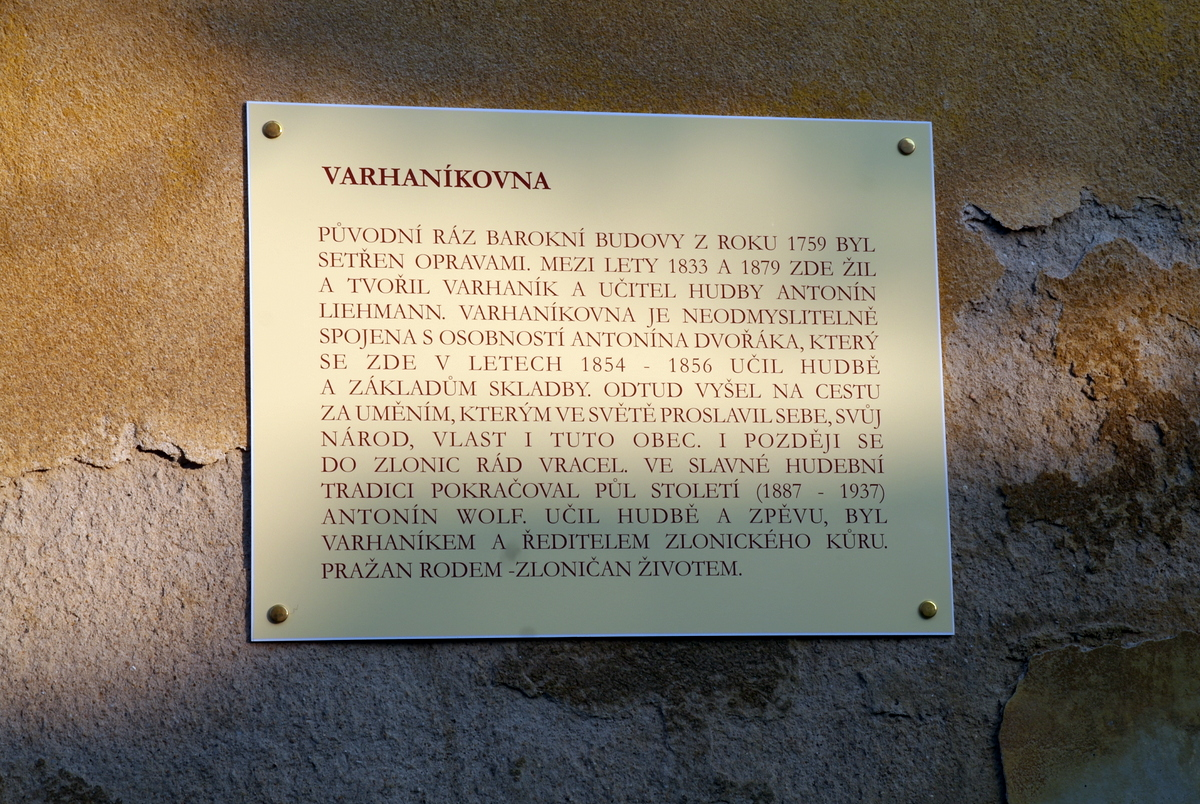
Tabule na budově Varhaníkovny ve Zlonicích

Antonín Wolf (2. října 1858 Praha – 1. prosince 1939 Zlonice) byl český učitel, sbormistr, ředitel kůru ve Zlonicích, varhaník a kapelník.

## Rodina
Oženil se s Marií Náprstkovou (1896–1981), jejich syn Jaromír Wolf, byl český horolezec, lodní a expediční lékař, sportovní funkcionář a publicista. Jako lodní lékař několikrát obeplul svět, v 70. letech byl vedoucím tělovýchovného lékařského oddělení Fakultní nemocnice II v Praze.

## Pedagogická činnost
Mezi jeho žáky ve Zlonicích patřil například místní rodák a později pražský hudebník Karel Douša.